# You'd Better Watch Yourself
«You'd Better Watch Yourself» — пісня американського блюзового музиканта Літтла Волтера і його гурту His Jukes, випущена синглом у 1954 році на лейблі Checker (дочірньому Chess). У 1954 році пісня посіла 8-е місце в хіт-параді R&B Singles журналу «Billboard».

## Оригінальна версія
Пісня була написана Волтером Джейкобсом (Літтлом Волтером). Запис відбувся 14 липня 1954 року в Чикаго, Іллінойс, в якому взяли участь Літтл Волтер (вокал, губна гармоніка), Роберт Локвуд-молодший і Дейв Маєрс (обидва — гітара), Віллі Діксон (контрабас) і Фред Белоу (ударні). Пісня вийшла у липні 1954 року на лейблі Checker (дочірньому Chess) на синглі з «Blue Light» на стороні «Б». «You'd Better Watch Yourself» стала хітом і 1954 року пісня посіла 8-е місце в хіт-параді R&B Singles журналу «Billboard».
У 1957 році запис був включений до збірки The Best of Little Walter, випущеній на Chess.

## Інші версії
Пісню перезаписали інші виконавці, зокрема Джордж Сміт (1969), Джон Геммонд і The Nighthawks (1979), Смокі Вілсон (1983), Ерік Клептон (1991), Джуніор Веллс (1996) та ін.